# Třída Bani Yas
Třída Bani Yas je třída stealth korvet námořnictva Spojených arabských emirátů. Jedná se o variantu Gowind 2500, patřící do francouzské rodiny válečných lodí třídy Gowind. Rozestavěny byly dvě korvety této třídy.

## Stavba
V březnu 2019 námořnictvo uzavřelo kontrakt ve výši 750 milionů euro na stavbu dvou korvet Gowind 2500 a s opcí na stavbu dalších dvou, které by postavila domácí loděnice Abu Dhabi Ship Building Company (ADSB). Prototypovou korvetu Bani Yas postavila francouzská společnost Naval Group ve svém loděnici v Lorientu a plavidlo bylo na vodu spuštěno 4. prosince 2021 v loděnici. Prototypová jednotka byla doručena při ceremoniálu uspořádaném 21. října 2023 v Lorientu.
V průběhu realizace projektu došlo ke změně ve složení raketové výzbroje. Původně byl plánován nákup amerických protiletadlových řízených střel ESSM, avšak země nezískala exportní povolení na nejnovější verzi Block II, ale pouze starší Block I. Proto byly upřednostněny perspektivní evropské střely VL MICA NG, jejichž výroba má začít roku 2026. Do té doby korvety ponesou jejich méně výkonnou první generaci VL MICA.
Jednotky třídy Bani Yas:
| Jméno            | Spuštěna         | Vstup do služby    | Status  |
| ---------------- | ---------------- | ------------------ | ------- |
| Bani Yas (P110)  | 4. prosince 2021 | 29. listopadu 2023 | aktivní |
| Al Emarat (P111) | 13. května 2022  | 7. února 2025      | aktivní |

## Konstrukce
Korvety jsou vybaveny bojovým řídicím systémem SETIS, systémem řízení palby Thales STIR, vyhledávacím radarem Thales NS110, trupovým sonarem Thales Kingklip Mk2 a vlečným sonarem s měnitelnou hloubkou ponoru Thales CAPTAS-2. Hlavňovou výzbroj tvoří jeden 76mm kanón OTO-Melara Super Rapid v dělové věži na přídi. Kanón je vybaven kitem STRALES. Doplňují jej dva 30mm kanóny v dálkově ovládaných zbraňových stanicích Marlin. Údernou výzbroj představuje osm protilodních střel MM.40 Exocet Block 3 a dvě odpalovací zařízení pro laserem naváděné rakety. Protivzdušnou obranuje zajistí šestnáct řízených střel VL MICA NG s dosahem 40 km odpalovaných z vertikálních sil a jeden obranný systém RIM-116 RAM Block II s 21násobným odpalovacím zařízením. Protiponorkový boj zajišťují dva trojhlavňové 324mm protiponorkové torpédomety pro protiponorková torpéda MU90 Impact. Na bocích trupu jsou pod vytahovacími roletami umístěny dva sedmimetrové inspekční čluny RHIB. Na zádi se nachází přistávací plocha a hangár pro jeden vrtulník a bezpilotní prostředek. Pohonný systém je koncepce CODLOD. Kombinuje dva diesely MTU a dva elektromotory Leroy-Somer. Nejvyšší rychlost dosahuje 25,5 uzlu.